# Яруквалар
Яру́квалар (лезг. Ярукьвалар) — село в Магарамкентском районе Дагестана. Входит в состав сельсовета «Оружбинский».

## Географическое положение
Расположено в 21 км к северо-востоку от районного центра с. Магарамкент, на правом берегу реки Гюльгерычай.

## Население
| 1926 | 1939 | 1970 | 1989 | 2002 | 2010 | 2021 |
| ---- | ---- | ---- | ---- | ---- | ---- | ---- |
| 70   | ↗125 | ↗253 | ↘209 | ↗355 | ↗433 | ↘377 |